# Gli occhi del dragone
Gli occhi del dragone (Dragon Eyes) è un film del 2012 diretto da John Hyams.

## Trama
Il quartiere di St. Jude vive nella paura e senza speranza, fino all'arrivo dello straniero Hong Ryan, che comincia a sfidare e battere le varie bande locali grazie alla sua abilità nelle arti marziali. Grazie anche agli insegnamenti del suo mentore Tiano, riuscirà a sconfiggere anche la polizia corrotta, guidata dal capo V che vede in Hong una minaccia al suo impero.

## Produzione
Il film viene girato in Louisiana, nella città di Baton Rouge; le riprese sono iniziate il 29 novembre del 2010.
Il film ha utilizzato un budget di tre milioni di dollari.
Jean-Claude Van Damme si è scheggiato dei denti durante le riprese di una scena di combattimento.